# Heterolocha adrosea
Heterolocha adrosea är en fjärilsart som beskrevs av Eugen Wehrli 1937. Heterolocha adrosea ingår i släktet Heterolocha och familjen mätare. Inga underarter finns listade i Catalogue of Life.